# Jonas Follin
Jonas Follin, född 30 september 1696 i Bjälbo församling, Vadstena län, död 14 juni 1741 i Sankt Nikolai församling, Stockholm, var en svensk borgmästare och riksdagsman. 

## Biografi
Follin föddes 1696 i Bjälbo församling, Vadstena län. Han var son till häradsskrivaren Anders Follin och Catharina Schenbeck. Han var auskultant i Göta hovrätt 1719 och blev stadsnotarie i Karlstad. Sedan borgmästare i Skänninge 1731. Follin avled 1741 under riksdagen 1740–1741 i Sankt Nikolai församling, Stockholm och begravdes 14 juni samma år i Tyska kyrkan, Stockholm.
Han var riksdagsledamot vid riksdagen 1738–1739 och riksdagen 1740–1741.